# ムドロス休戦協定
ムドロス休戦協定（ムドロスきゅうせんきょうてい、英語: Armistice of Moudros、トルコ語: Mondros Ateşkes Anlaşması）は、1918年10月30日、連合国とオスマン帝国との間で締結された休戦協定。
ダーダネルス海峡の入口に浮かぶギリシア領リムノス島の、ムドロス港に停泊中のイギリス海軍戦艦アガメムノンの艦上において、オスマン帝国の海軍大臣ラウフ・オルバイとイギリス海軍地中海艦隊の提督サマーセット・ゴフ＝カルソープらが署名した 。この休戦協定で、第一次世界大戦の中東戦線での戦闘に終止符が打たれ、連合国諸国とオスマン帝国との戦争はオスマン帝国の敗戦に終わった。

## 休戦協定の開始
オスマン帝国と連合国との停戦に向けた協議は、まずオスマン帝国が、捕虜としていたイギリス陸軍少将チャールズ・タウンゼンド（クートの戦いで1916年に降伏して以来オスマン軍の捕虜となっていた）をイギリス軍の拠点であったムドロス港へ派遣したことによって開始された。連合国軍のイギリスとフランスとの間にはエーゲ海での連合国艦隊の指揮をめぐって1918年には反目が生じており、フランスがブルガリア王国とのサロニカ休戦協定で単独行動を取っていたこともあり、イギリス海軍ゴフ＝カルソープ提督はフランス抜きで中東での戦後の覇権を確固たるものとすべく停戦交渉を始めた。

## 休戦協定の内容
- 双方の戦闘状態は、休戦協定第25条の通り、10月31日木曜日の正午に終了する。

- オスマン帝国は、アナトリア半島の外にある要塞を明け渡し、ダーダネルス海峡とボスポラス海峡を管理する要塞を占領する権利を連合国に認める。
- また、もし無秩序状態が起こり、連合国の安全に対する脅威となる場合は、オスマン帝国の領土のいかなる部分も占領できる権利を連合国に認める。
- オスマン帝国軍は、自ら武装解除されることを認める。
- オスマン帝国は、港湾・鉄道・その他戦略的要地に対する使用権を連合国に認める。
- カフカス地方では、オスマン帝国軍が大戦前の国境まで撤退しなければならない。

この休戦協定は、表面上はオスマン帝国とイギリスとの間で結ばれているが、ほとんどの条文は同年10月7日の連合国の会議で決められた内容であった。しかし、イギリスがオスマン帝国と交わした最終的な条文には大きな変更点もあった。まず、当初案では、オスマン帝国軍はキリキア（戦後のフランス勢力圏）からの即時撤退が求められていたが、イギリスによる最終案では治安維持のためのオスマン軍の残留が認められていた。また、連合国軍がオスマン帝国内の要地を占領できる権利については、「連合国の安全が脅かされた場合」という文言が追加され、トルコ国内の反乱への対応だけでなくロシア内戦への干渉のためにもオスマン帝国内の要地を使用できるという含みを持たせた。

## 締結後
この休戦協定の後、条文に基づいて英仏伊軍がイスタンブール占領（1918年11月13日 - 1923年9月23日）を行ったことはオスマン帝国政府や国民に衝撃を与えた。さらに連合国による国土占領は進み、列強によるオスマン帝国の分割が着々と行われた。
1920年8月10日には、この休戦協定を恒久的に拡大させる講和条約、セーヴル条約が連合国とオスマン帝国との間に締結され、オスマン帝国は列強、ギリシア、その他新たに独立するアルメニアやクルディスタンによって分割されることが決まった。
しかし、これに対してはアンカラ政府によるトルコ独立戦争（希土戦争）が発生し、結果としてオスマン帝国は滅亡し、新たに建国されたトルコが失地を回復し、1923年7月24日に西欧諸国とローザンヌ条約を結ぶに至った。